# Helen Jerome Eddy
Helen Jerome Eddy (25 de febrero de 1897 - 27 de enero de 1990) fue una actriz estadounidense que trabajó durante la era del cine mudo, nacida en la ciudad de Nueva York. Se destacó principalmente como actriz de género, tras interpretar varios papeles de superheroínas con personalidad gentil, como Rebecca of Sunnybrook Farm (1917).

## Primeros años
Eddy nació el 25 de febrero de 1897 en la ciudad de Nueva York, y se crio en Los Ángeles, California. Tras haber llegado a la juventud, empezó a trabajar en producciones en Pasadena Playhouse. Eddy se empezó a interesar en la industria cinematográfica cuando empezó a trabajar con el estudio de Siegmund Lubin, quién tenía una sede en Filadelfia, Pensilvania. Durante su juventud abrió un backlot en su vencidario en Los Ángeles.

## Carrera

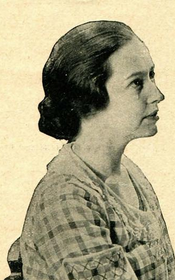
The Flirt (1923)

El estudio de Lubin rechazó una obra de teatro que Eddy había escrito a los 17 años, sin embargo, "decidieron capitalizar su rostro", Eddy empezó a trabajar en el estudio interpretando papeles de mujer fatal en "melodramas de género espeluznantes".
Eddy hizo su primera aparición en The Discontented Man (1915). Poco después, Eddy decidió dejar el estudio de Lubin y firmar un contrato con Paramount Pictures. Empezando a trabajar en papeles con las que llegó a ser reconocida. Entre sus apariciones incluyen The March Hare (1921), The Dark Angel, Camille, Quality Street, The Divine Lady (1929) y en la primera película sonora de Our Gang, Small Talk (1929).
Eddy hizo una aparición en Girls Demand Excitement en 1931, su última aparición fue en The Secret Life of Walter Mitty, en 1947. Eddy se había convertido en una ínterprete experimentada a finales de la década de 1920, también había comentado que "se veía sorprendentemente joven tras haber trabajado en la industria cinematográfica, durante varios años".[cita requerida]
Eddy admitió haber disfrutado interpretando "Chicas italianas, francesas, turcas, chicas de Bowery y criadas de cocina — todos esos papeles están en el trabajo de mi día".
La insatisfacción con su salario llevó a Eddy a retirarse de su carrera cinematográfica.

## Últimos años y muerte
Tras haberse retirado de la industria cinematográfica, Eddy empezó a trabajar en bienes raíces en Pasadena. También empezó a trabajar en producciones locales, incluyendo papeles religiosos en el Teatro Pilgrimage, ubicado en Hollywood Hills.
Eddy murió tras haber sufrido una insuficiencia cardíaca en 1990, en la Casa Episcopal ubicado en Alhambra (California), a los 92 años.

## Filmografía
- The Gentleman from Indiana (1915)
- Madame la Presidente (1916)
- The Tongues of Men (1916)
- The Code of Marcia Gray (1916)
- Pasquale (1916)
- Her Father's Son (1916)
- Redeeming Love (1916)
- His Sweetheart (1917)
- The Wax Model (1917)
- As Men Love (1917)
- The Marcellini Millions (1917)
- The Cook of Canyon Camp (1917)
- Lost in Transit (1917)
- Rebecca of Sunnybrook Farm (1917)
- The Fair Barbarian (1917)
- Jules of the Strong Heart (1918)
- The Spirit of '17 (1918)
- One More American (1918)
- Winner Takes All (1918)
- Old Wives for New (1918)
- Breakers Ahead (1918)
- The Trembling Hour (1919)
- The Turn in the Road (1919)
- The Boomerang (1919)
- The Man Beneath (1919)
- A Very Good Young Man (1919)
- The Tong Man (1919)
- Pollyanna (1920)
- The County Fair (1920)
- A City Sparrow (1920)
- Miss Hobbs (1920)
- The House of Toys (1920)
- The Forbidden Thing (1920)
- The Ten Dollar Raise (1921)
- The First Born (1921)
- The March Hare (1921)
- The Other Woman (1921)
- The Flirt (1922)
- When Love Comes (1922)
- An Old Sweetheart of Mine (1923)
- The Country Kid (1923)
- To the Ladies (1923)
- The Fire Patrol (1924)
- Marry Me (1925)
- The Dark Angel (1925)
- Padlocked (1926)
- Camille (1926)
- Quality Street (1927)
- Two Lovers (1928)
- The Speed Classic (1928)
- Chicago After Midnight (1928)
- Blue Skies (1929)
- Small Talk (1929)
- Railroadin' (1929)
- Midstream (1929)
- War Nurse (1930)
- Reaching for the Moon (1930)
- The Great Meadow (1930)
- Girls Demand Excitement (1931)
- Skippy (1931)
- Sooky (1931)

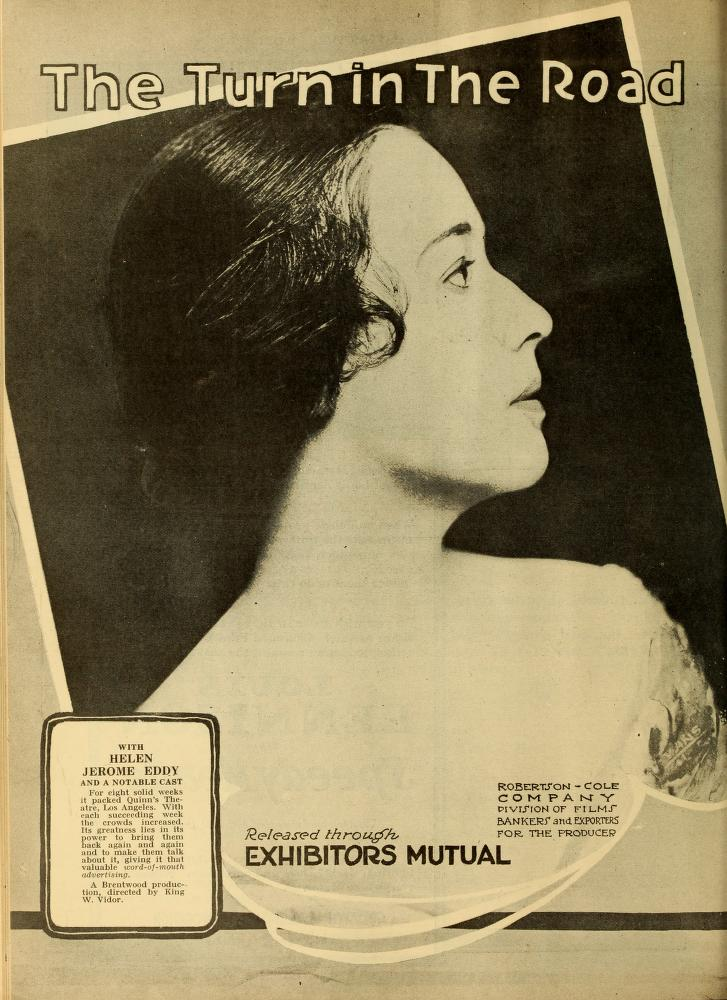
The Turn in The Road (1919)

- Mata Hari (1931) as Sister Genevieve
- Make Me a Star (1932)
- The Night of June 13 (1932)
- Impatient Maiden (1932)
- Frisco Jenny (1932)
- Madame Butterfly (1932)
- The Bitter Tea of General Yen (1933)
- Strictly Personal (1933)
- The Masquerader (1933)
- Torch Singer (1933)
- Night Flight (1933) como madre preocupada
- Riptide (1934)
- A Girl of the Limberlost (1934)
- A Shot in the Dark (1935)
- Keeper of the Bees (1935)
- The Country Doctor (1936)
- Winterset (1936)
- Klondike Annie (1936)
- Jim Hanvey, Detective (1937)
- The Strange Case of Dr. Meade (1938)
- Scandal Sheet (1939)
- Strike Up the Band (1940)

## Lectura
- Pasadena, California Star-News, "Eddy House Yields Ghost", 25 de abril de 1973, página 7
- Syracuse, New York Herald, 27 de junio de 1935, "Theater Guide", página 14